# Стасевич, Павел Ильич
Павел Стасевич (англ. Paul Stassevitch; 5 (18) мая 1894, Симферополь — 4 июня 1968, Чикаго) — американский скрипач, дирижёр и музыкальный педагог российского происхождения.

## Биография
Родители мещане Симферополя— Илья Айзикович Стасевич и Хая (Клара) Файвелевна Сабсай. Учился в Санкт-Петербургской консерватории у Леопольда Ауэра.
Концертировал в различных городах США как скрипач — в частности, в 1941 г. дал совместный концерт с певицей Лоттой Леман. В качестве дирижёра в 1936 г. впервые в США исполнил симфонию до мажор Муцио Клементи. Известно также, что по рекомендации Стасевича молодой Уильям Шуман был приглашён Игорем Стравинским для корректуры нот балета «Игра в карты», поставленного в 1937 году в Метрополитен-опера.
Преподавал скрипку и камерный ансамбль в Чикагском музыкальном колледже и в школе музыки Университета Де Поля, а также частным образом. Среди учеников Стасевича, в частности, Руджеро Риччи, Берл Сенофски, Аарон Розанд, Сэмюэл Магад (заявивший однажды, что Стасевич «открыл ему глаза на музыку»), Хелен Берлин, Маршалл Мосс и др.
Автор фортепианных переложений увертюр Генри Пёрселла.